# 샤론 글레스
샤론 글레스(Sharon Gless, 1943년 5월 31일 ~ )는 미국의 배우이다.

## 텔레비전
- 코작
- 퀴어 애즈 포크 (2000년 드라마)
- 천사의 손길
- 저징 에이미
- 번 노티스
- 닙턱
- 엑소시스트 (드라마)
- 더 기프티드